# Adam Zindani
Adam Zindani (Birmingham, 5 de março de 1972) é um guitarrista, vocalista. Conhecido por ser o guitarrista da banda galesa Stereophonics, além de ser vocalista e guitarrista da banda Casino.